# Proyección de Goode

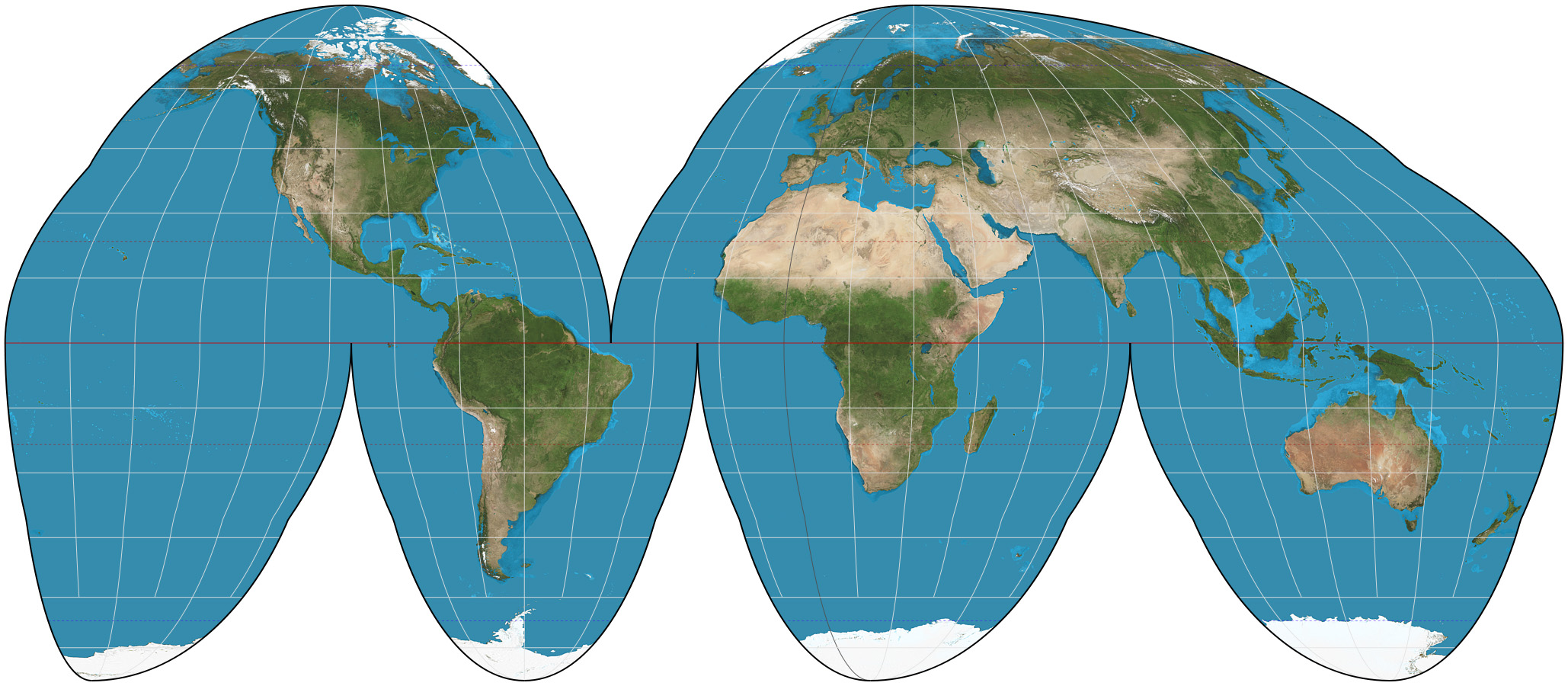
Mapamundi con la proyección de Goode

La proyección de Goode (también conocida como proyección homolosena de Goode) es una proyección cartográfica pseudocilíndrica, equiárea, utilizada para mapas del mundo. Normalmente se presenta con múltiples interrupciones. Su propiedad de áreas iguales lo hace útil para presentar la distribución espacial de los fenómenos. 
La proyección fue desarrollada en 1923 por el geógrafo estadounidense John Paul Goode para proporcionar una alternativa a la proyección de Mercator para relaciones de área globales. Goode ofreció variaciones del esquema de interrupción para enfatizar la tierra del mundo y los océanos del mundo. Algunas variantes incluyen extensiones que repiten regiones en dos lóbulos diferentes del mapa interrumpido para mostrar Groenlandia o el este de Rusia indivisibles. Esta proyección se desarrolló a partir de los experimentos de 1916 de Goode al interrumpir la proyección de Mollweide.
Debido a que Mollweide a veces se denomina "proyección homolográfica", Goode fusionó los dos nombres "homolográfico" y "sinusoidal" para crear el nombre "homolosena". Común en la década de 1960, la proyección de Goode a menudo se denomina "mapa de piel de naranja" debido a su parecido con la cáscara aplanada de una naranja pelada a mano. En su forma más común, el mapa interrumpe el Atlántico norte, el Atlántico sur, el Pacífico sur y el Océano Índico.